# Ľudovít Štúr

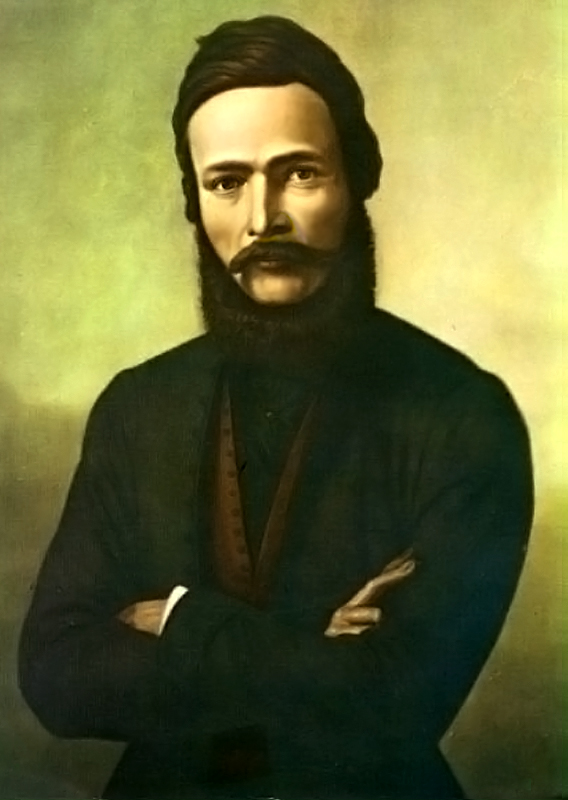
Retrato de Ľudovít Štúr por un artista anónimo del siglo del

Ľudovít Štúr (28 de octubre de 1815, Uhrovec, Imperio austriaco (hoy Eslovaquia) - 12 de enero de 1856, Modra, Imperio austriaco (hoy Eslovaquia) fue un político, filósofo, historiador, lingüista, escritor, poeta, publicista, editor y educador eslovaco.
Ľudovít Štúr fue el representante más significativo de la vida nacional eslovaca y la figura principal del renacimiento nacional eslovaco a mediados del siglo XIX, el codificador de la lengua literaria eslovaca basada en el dialecto eslovaco central (1843), uno de los principales participantes del Levantamiento eslovaco entre 1848 y 1849 y miembro del Parlamento húngaro para la ciudad de Zvolen en 1847 - 1848.
Hay un planeta que lleva su nombre (3393) Štúr. En 2015, la televisión eslovaca (RTVS), produjo una película documental sobre su vida y obra con el título Ľudovít Štúr.

## Biografía

### Lugar de nacimiento, padres y condiciones de vida
Ľudovít Štúr nació el 28 de octubre de 1815 en la aldea de Uhrovec (entonces Zay-Uhrovec), situada en la parte sur de Strážovské vrchy, como el segundo de los cinco hijos que tuvieron Samuel Štúr, profesor en la escuela evangélica local, y su esposa Anna Štúrova, Michalcová de soltera. Fue bautizado el 29 de octubre de 1815 en un templo protestante en el lugar de nacimiento. Los hermanos de Ľudovít Štúr eran: el hermano mayor Karol (1811-1851), el siguiente Samuel (1818-1861), su hermana Karolína (1826-1859) y el hermano menor Janko (1827-1907). Su padre, Samuel Štúr, según el testimonio de Hurban fue, "un hombre erudito, de carácter serio y respetado por todos los que estaban cerca de él", que vino de Trenčín al aceptar el puesto de profesor ofrecido en Zay-Uhrovec.

### Estudios
Recibió la educación básica en Uhrovec, impartida por su padre. En 1827 fue a estudiar a la escuela inferior en Rab (hoy Győr), donde el profesor Leopold Petz, originalmente eslovaco, y conocido por su admiración por el arte antiguo y la cultura de la Antigüedad, notó la diligencia y talento de su alumno. Leopold Petz también dirigió el interés de sus alumnos hacia las obras de autores eslavos, despertando así la inquietud del joven Štúr por el mundo del eslavismo. Después de dos años de estudios en Rába, Ľudovít Štúr se inscribió en el Liceo Luterano de Bratislava (1829-1834), donde su hermano mayor, Karol, ya había estudiado.
El estudio en el Liceo de Bratislava consistía en dos años de estudios humanistas y otros dos años, cuya finalización era condición previa para obtener la formación superior universitaria. Desde 1803, existía un departamento de Discurso y Literatura Checo-Eslovaca, dirigido por el Profesor Juraj Palkovič. El Liceo Evangélico de Bratislava era la única escuela evangélica secundaria superior con un departamento de este tipo. Las conferencias se llevaban a cabo en la lengua bíblica checa, que fue el idioma de los alumnos evangélicos eslovacos durante tres siglos.
Debido sobre todo a la edad avanzada del profesor Palkovič, que no le permitía dar conferencias en el ámbito dado, los estudiantes fundaron una Sociedad autodidacta en 1829, la Sociedad Checo-Eslovaca. Entre los fundadores de la Asociación de Bratislava se encontraban Karol Štúr, Samo Chalupka, Daniel Lichard y Samuel Godra. El profesor J. Palkovič se convirtió en el primer presidente, mientras que sus vicepresidentes, Samo Chalupka, Karol Štúr, Michal Miloslav Hodža, Tomáš Horš, Samuel Samoslav Vanko y Ľudovít Štúr, se convirtieron en funcionarios ejecutivos. Las tareas principales de la Sociedad incluían la formación activa en el propio idioma nativo, la práctica de la gramática, la escritura de obras literarias y el estudio de la historia de las naciones eslavas.
Después de llegar a Bratislava Štúr se hizo miembro de la Sociedad. Las actas de la Sociedad indican que él era un estudiante activo y concienzudo. Su tenacidad produjo fruto durante sus estudios en el liceo. Le gustaba especialmente la historia, leía a autores antiguos, le interesaba la estética y la historia del arte. Entre los escritores eslavos, apreciaba las obras de J. Hollý, J. Kollár, P. J. Šafárik, F. Palacký y otros.
En el otoño de 1835 pasó a ser Vicepresidente de la Sociedad (era habitual que uno de los profesores ocupara el cargo). Al desarrollar una conciencia nacional más profunda, los miembros de la Sociedad organizaron varias festividades, visitas y eventos. Una de las actividades importantes de algunos miembros de la Sociedad fue una caminata a Devín el 24 de abril de 1836. El evento se preparó en secreto debido a la situación político-social. En Devín, Štúr mencionó la historia de la Gran Moravia en su discurso y recitó poemas y canciones; después los participantes eligieron para ellos mismos un segundo nombre, el nombre eslavo, para ser usado públicamente. Así, Hurban aceptó el nombre eslavo de Miloslav, August Škultéty el de Horislav, y así sucesivamente. Štúr añadió el nombre Velislav (con el cual también firmó anteriormente en la Sociedad Checo-Eslovaca).
En el año escolar 1836/1837, bajo las disposiciones de la Convención del Distrito, pasó a ser ayudante del profesor Palkovič en el liceo. Estaba predestinado a serlo por sus credenciales como excelente alumno de liceo y su erudición en latín (lengua de enseñanza). Además del latín, dominó el húngaro, alemán, francés, griego y eslavo, principalmente el polaco, serbocroata, ruso y también aprendió hebreo e inglés. Štúr dio clases de gramática e historia checa y polaca en el liceo. Personalmente dirigió una extensa correspondencia con hombres importantes del mundo eslavo (F. Palacký, J. Jungmann, P. J. Šafárik, J. Kollár y otros).
En el año escolar 1836-1837, aumentó la insatisfacción de los estudiantes del liceo con el senado de la escuela y los maestros. Los disturbios estudiantiles terminaron con una prohibición de todas las Sociedades y Asociaciones estudiantiles en Hungría. Como representante del profesor Palkovič, Štúr intentó transferir parte del contenido de la antigua Sociedad a sus conferencias.
En 1838 Ľudovít, de 24 años, se matriculó en la Universidad de Halle, a la que asistieron académicos evangélicos (como la Universidad de Jena y Berlín), y recibió el título en teología, filosofía, historia y lingüística. Štúr se familiarizó con la filosofía de Hegel y Herder, cuya concepción de la historia lo había acompañado a lo largo de su cosmovisión filosófica e histórica. La historia entendida en sus leyes, como una secuencia de eventos, que siguen el principio espiritual. Después de graduarse en la universidad, en 1840 conoce a muchos ciudadanos checos en Praga y Hradec Králové de camino a Hungría. También visita a P. J. Šafárik en Chequia, quien produce en él una relación política más intensa con el país.

### Primer lugar
El regreso a Hungría significó para Štúr el comienzo de una nueva lucha para mantener los derechos nacionales. Las intervenciones radicales de funcionarios y policías húngaros se dirigieron contra los esfuerzos para elevar el nivel educativo y cultural de las naciones no húngaras. La situación también se vio dificultada por la elección del conde Karol Zay como inspector general de la Iglesia Evangélica, que apoyó la idea de una nación única y unida en Hungría: la nación húngara. Zay reconoció a Štúr personalmente y expresó inicialmente simpatía por él, porque apreciaba su educación y talento. Sin éxito instó a Štúr a cooperar con los intereses húngaros por escrito y verbalmente, pues divisó una perspectiva para el futuro del país.
Después de regresar de Alemania, Štúr trató principalmente de recuperar el puesto de ayudante del profesor Palkovič en el Departamento de discurso y Literatura Checo-eslovaca. No reclamó ningún salario, solo intereses sobre el dinero que recolectó para el departamento, que aún debía compartir con el profesor Palkovič. Sin embargo, su solicitud se vio obstaculizada, ya que Zay y sus partidarios tenían la intención de abolir definitivamente el departamento después de la muerte de Palkovič. El asunto llegó a la reunión del convento y, después de largas conversaciones, Štúr comenzó como supervisor del profesor Palkovič dando una conferencia.
La implacable presión sobre los eslovacos por parte de los funcionarios húngaros obligó a Štúr y a los nacionales eslovacos a buscar la protección del monarca. En 1842, fue enviada a Viena una deposición de cuatro miembros con las solicitudes eslovacas. Los eslovacos pedían al soberano protección contra la persecución, la posibilidad de publicar escritos defensivos de la nación eslovaca, la confirmación del Departamento del Discurso y de la Literatura Checo-Eslovaca para el Liceo evangelista en Bratislava y el establecimiento de instituciones similares en otros liceos en Hungría y Eslovaquia. Sin embargo, Viena no decidió sobre el destino de las solicitudes eslovacas, porque el tribunal envió una de ella a Buda para obtener la opinión del Palatino húngaro, que rechazó todas las peticiones.

### Escritura eslovaca
A principios de 1843, Ľudovit informó a sus amigos cercanos sobre la idea de reunir a la corriente católica y protestante de los eslovacos sobre la base de un solo idioma estándar. Escogió el dialecto eslovaco central por su riqueza, originalidad y claridad. La unificación de los eslovacos se llevaría a cabo a través de la Asociación profesional de Eslovaquia, Tatrín.
La cuestión de establecer una lengua eslovaca estándar fue desarrollándose en la mente de Štúr durante mucho tiempo. En una carta de 1836 en Correspondencia, a F. Palacký, se quejaba de que el checo bíblico, que fue escrito en la traducción de los Evangelios, se estaba volviendo cada vez más incierto para los eslovacos y expresó el deseo de que los checos y los eslovacos encontrasen una solución de compromiso para resolver el idioma unificado de Checoslovaquia. Esto suponía hacer concesiones tanto del lado eslovaco como del checo. Como los lingüistas checos no mostraron conformidad, Štúr con sus partidarios decidió una nueva forma de lenguaje literario que uniría a católicos y protestantes en un idioma unificado.
El 11 de julio de 1843, Štúr, J. M. Hurban y M. M. Hodža se reunieron en la parroquia de Hurban en Hlboké, para acordar cómo llevar a la práctica la reforma lingüística. El 17 de julio, visitaron a Ján Hollý en Dobrá Voda, quien, como destacado representante de la lengua de Bernolák, presentó su propuesta.
Al mismo tiempo, la situación en el Liceo se complicó en 1843. Aumentaron las presiones para eliminar a Ľ. Štúr como representante del profesor Palkovič. Su escalada en diciembre de 1843 terminó con una privación definitiva del puesto de trabajo. No ayudaron las peticiones de los estudiantes ni la defensa de algunos profesores del Liceo. En protesta contra el despido de Štúr, 22 estudiantes decidieron abandonar el Liceo en marzo de 1844. Trece de ellos estudiaron en Levoča.

### Periódico nacional eslovaco
En agosto de 1844, se celebró la primera asamblea de Tatrín en Liptovský Sv. Nicolás, en la que también participó Štúr, quien fue elegido miembro de la presidencia de la asociación. Un año después, después de varios años de esfuerzo, Štúr recibió el permiso del monarca para publicar Slovenskje národňje novini (Periódico Nacional Eslovaco), con el apéndice literario Orol tatránski (El águila de las montañas Tatra). Los periódicos se publicaron el 1 de agosto de 1845. Se escribieron en eslovaco y encontraron entusiastas partidarios y, por la forma del lenguaje, también obstinados enemigos. Entre los opositores se encontraban no solo algunos patriotas checos que entendieron este acto como una traición a los asuntos nacionales y la secesión de los checos, sino también P. J. Šafárik y especialmente J. Kollár.
En 1846, Štúr publicó un artículo Nárečja Slovenskuo alebo potreba písaňja v tomto nárečí (Los dialectos eslovacos o la necesidad de escribir en estos dialectos), en el que abogaba por la necesidad de una nueva lengua estándar y en el mismo año se publicó su obra lingüística, Nauka reči Slovenskej, que contiene los fundamentos de una nueva gramática. En la cuarta reunión de Tatrín en agosto de 1847 en Čachtice, los representantes de los católicos y los protestantes finalmente acordaron el uso común de la nueva lengua estándar. Otra modificación de la gramática eslovaca, la transición del principio fonético al etimológico, fue introducida por la reforma de Michal M. Hodža y el católico Martin Hattal en 1851-1852. Ľ. Štúr, J. M. Hurban, Ján Palárik, Andrej Radlinský y Štefan Závodník participaron en este proceso de decisión sobre los cambios gramaticales. La lengua eslovaca así codificada más tarde se convirtió en la lengua unificada de los eslovacos.
El periódico Slovenskje národňje novini, contenía artículos sobre diversas actividades educativas, sobre los derechos sociales y las labores culturales de los eslavos. También dedicaba artículos sobre la situación política de entonces en el país y en el mundo. Štúr y otros editores se quejaron de un censor que, a través de sus intervenciones, redujo los artículos periodísticos.

### Parlamento Húngaro
Los planes de Štúr continuaron más allá del trabajo editorial. En 1847 pasa a formar parte como diputado de la ciudad real libre de Zvolen en el Parlamento húngaro, que se celebró en Bratislava (hoy edificio de la Biblioteca de la Universidad), para defender sus opiniones nacionales y sociales de forma más eficaz y coherente. Su conocido adversario político fue el liberal Lajos Kossuth, con quien compartía algunos problemas sociales, pero difería considerablemente en la comprensión del principio de la libertad nacional. El período en el Parlamento fue interrumpido por los días revolucionarios de 1848.

### 1848
Los eventos tormentosos en Francia en 1848 encontraron su respuesta en la monarquía de los Habsburgo. Los derechos sociales revolucionarios dieron a las personas una mayor libertad. Štúr dio la bienvenida al nuevo movimiento en el editorial de su periódico. Al mismo tiempo, las concesiones del gobierno vienés sobre Pest en la cuestión de la independencia de Hungría ofrecieron una pista sobre las complicaciones para la parte eslovaca. Era una amenaza de intensificación de la húngara. Las peticiones de la nación eslovaca, que esbozaban la posibilidad de resolver las relaciones eslovaco-húngaras sobre la base del principio de igualdad, fueron concedidas. Al mismo tiempo, Štúr organizó la convocatoria del Congreso Eslavo en Praga. Sin embargo, el gobierno húngaro emitió una orden de arresto para Štúr, Hurban y Hodža. A pesar de la persecución, Štúr logró participar en el Congreso Eslavo, donde se reunieron los principales representantes de las naciones eslavas, que vivían en la monarquía. Los representantes eslavos trataron de encontrar salida a una situación difícil. Después del fracaso de todas las actividades legales para hacer cumplir los derechos nacionales del gobierno húngaro, Štúr y Hurban estaban decididos a luchar.
Del 15 al 16 de septiembre, se estableció el Consejo Nacional Eslovaco en Viena, que se declaró como único ejecutor del poder en Eslovaquia y se negó a obedecer al gobierno húngaro. Sus líderes políticos fueron Ľudovít Štúr, Jozef Miloslav Hurban y Michal Miloslav Hodža. Además, sus miembros eran los comandantes militares Bedřich Bloudek, František Alexander Zach y Bernard Janeček. Los secretarios fueron Bohuš Nosák Nezabudov y Daniel Jaroslav Bórik. En septiembre de 1848, la SNR (Consejo Nacional Eslovaco), convirtió a los eslovacos en un levantamiento armado en defensa de sus derechos nacionales y sociales.

### Los últimos años de vida
Después del fracaso de la expedición en 1849 y nuevamente decepcionado por la Corte imperial, que prometió el apoyo a los eslovacos en la lucha contra los radicales húngaros, Štúr estaba en una situación desfavorable. La solicitud de permiso para emitir un periódico político eslovaco (el Periódico Nacional Eslovaco), dejó de existir en los días revolucionarios y el intento de obtener el permiso oficial de Tatrín fracasó. En este período, Štúr continuó sus actividades de años anteriores, se dedicó al arte popular eslavo y trabajó en su obra Mundo eslavo y del futuro.
En 1851 empezó una serie de tragedias personales porque su hermano Karol (sacerdote y maestro en Modra), falleció en enero y su padre medio año después. Después de la muerte de su hermano mayor, Ľudovít se mudó a Modra para cuidar de los siete hijos del hermano fallecido. Continuó siendo creativo, aunque su vida estaba controlada por la policía. En 1853 su amiga espiritual Adela Ostrolúcka murió en Viena y su madre en Trenčín. En este período también termina la peregrinación de la vida de Štúr. En la cacería del 22 de diciembre de 1855, cuando intentaba saltar por encima de un arroyo cerca de Modra, se disparó accidentalmente en el muslo. Las especulaciones sobre el intento de suicidio son casi inevitables y aparecen en contextos similares en otras personas famosas. Ľudovít Štúr murió el 12 de enero de 1856 a las nueve de la noche en Modra a los cuarenta años. El funeral fue dirigido el 15 de enero por el sacerdote de Modra Daniel Minich y su amigo Jozef Miloslav Hurban.

## Opiniones de Štúr
Muchas de las actitudes que describió en Das Slawenthum y Welt der Zukunft (Mundo eslavo y del futuro) pueden considerarse su testamento político.
En su libro, Štúr propuso una fusión política con la Rusia zarista, rechazó una economía de libre mercado y, como alternativa, destacó la ciudadanía. 
Se considera que Štúr es el fundador de la lengua y escritura eslovaca moderna, pero en el idioma eslavo y en el mundo del futuro como lengua literaria para todos los pueblos eslavos, recomienda utilizar el ruso.
Štúr no ocultó las críticas sobre el comportamiento de los judíos y, por lo tanto, aprobó las medidas antijudías rusas.